# Tadeusz Rakoczy
Tadeusz Rakoczy (* 30. března 1938 Gilowice, Polsko) je polský římskokatolický duchovní, mezi roky 1992–2013 diecézní biskup bílsko-żywiecký.
Po ukončení všeobecné střední školy v Żywci začal v roce 1957 studium na Vyšším duchovním semináři v Krakově. 23. června 1963 byl vysvěcen na kněze tehdejším krakovským kapitulním vikářem biskupem Karolem Wojtyłou. Po jednom roce působení jako vikář farnosti Obětování P. Marie ve Wojtyłově rodných Wadowicích (1963/64) se vrátil k dalšímu studiu a práci na krakovském semináři (1964-70), od roku 1967 ve funkci jeho prefekta.
Od roku 1970 žil v Římě, kde studoval na Gregoriánské univerzitě a pak na Papežském biblickém institutu. Kromě toho zajížděl do Francie, kde vykonával pastoraci mezi tamějšími Poláky. Když se Karol Wojtyła stal roku 1978 papežem Janem Pavlem II., povolal Rakoczyho k práci u Svatého stolce. Rakoczy pracoval v polské sekci sekretariátu kurie, byl delegátem krakovského arcibiskupa ve správní radě Nadace Jana Pavla II. a doprovázel papeže na řadě zahraničních cest.
Když byla bulou Totus Tuus Poloniae populus reorganizována církevní správa v Polsku a zřízeny nové diecéze, jmenoval Jan Pavel II. Tadeusze Rakoczyho dne 25. března 1992 sídelním biskupem nové diecéze bílsko-żywiecké a 26. dubna téhož roku mu sám udělil biskupské svěcení. Jako heslo si nový biskup zvolil In aedificationem Corporis Christi (K budování Těla Kristova). Biskup Rakoczy se slavnostně ujal úřadu bohoslužbami v katedrále sv. Mikuláše v Bílsku-Bělé 9. května a v konkatedrále v Żywci 30. května 1992.
Jednou z nejvýznamnějších událostí za Rakoczyho episkopátu byla návštěva papeže Jana Pavla II. v diecézi dne 22. května 1995, bezprostředně po kanonizaci sv. Jana Sarkandra; navštívil obě sídla diecéze Bílsko-Bělou a Żywiec, jakož i světcův rodný Skočov.
22. května 2009 obdržel Tadeusz Rakoczy čestný doktorát Technicko-humanistické akademie v Bílsku-Bělé..